# エリック・デービス (投手)
エリック・ランドール・デービス（Erik Randall Davis, 1986年10月8日 - ）は、アメリカ合衆国・カリフォルニア州サンノゼ出身のプロ野球選手（投手）。右投右打。MLB・アリゾナ・ダイヤモンドバックス傘下所属。

## 経歴

### プロ入り前
2004年のMLBドラフト47巡目（全体1397位）でアナハイム・エンゼルスから指名されたが拒否。
2007年のMLBドラフト21巡目（全体650位）でテキサス・レンジャーズから指名されたが拒否。

### プロ入りとパドレス傘下時代
2008年のMLBドラフト13巡目（全体405位）でサンディエゴ・パドレスから指名され、6月28日に入団した。

### ナショナルズ時代
2011年3月28日にアルベルト・ゴンザレスとのトレードで、ワシントン・ナショナルズへ移籍した。
2013年はAAA級シラキュース・チーフスでプレーし、6月2日にメジャー初昇格を果たした。同日のアトランタ・ブレーブス戦でメジャーデビュー。3点ビハインドの6回1死から登板し、1.2回を無失点に抑えた。6月13日にAAA級シラキュースに降格し、29日に再び昇格。7月1日にブライス・ハーパーが故障者リストから復帰したため、AAA級シラキュースに降格した。
2014年2月13日に右肘の故障のため60日間の故障者リスト入りした。結局この年はメジャー、マイナー共に登板しなかった。
2015年もメジャーでは投げなかったが、マイナーでは3つのランク（A+級ポトマック・ナショナルズ、AA級ハリスバーグ・セネターズ、AAA級シラキュース）に所属して計37試合にリリーフ登板した。防御率3.88・1勝2敗・奪三振率8.7という成績を残している。
2016年1月6日にダニエル・マーフィー、スティーブン・ドリューの加入に伴ってDFAとなった後、13日に40人枠から外れる形でAAA級シラキュースへ配属された。この年はAAA級シラキュースでプレーし、45試合に登板して7勝5敗・防御率4.13・64奪三振の成績を残した。

### ダイヤモンドバックス傘下時代
2016年11月16日にアリゾナ・ダイヤモンドバックスとマイナー契約を結び、2017年のスプリングトレーニングに招待選手として参加することになった。

## 詳細情報

### 背番号
- 51（2013年）